# Schauspielschule Charlottenburg
Die Schauspielschule Charlottenburg war eine staatlich anerkannte Schauspielschule in Berlin-Charlottenburg. Sie wurde 1992 von Valentin Plătăreanu zusammen mit Henner Oft gegründet. Nachdem Plătăreanu im April 2019 verstorben war, stellte die Schauspielschule Charlottenburg Ende August 2019 ihren Betrieb ein. In Abstimmung mit der Senatsverwaltung wurden die Schüler an das Europäische Theaterinstitut Berlin übergeleitet, um eine gleichwertige Ausbildung zu gewährleisten.

## Ausbildung
An der Schule unterrichteten Dozenten aus Hochschulen und mit langjähriger Bühnen- und Filmpraxis über drei Jahre die folgenden Inhalte:
- Schauspiel, mit Improvisationsübungen
- Schauspiel vor der Kamera
- Szenische Bewegung
- Tanz
- Akrobatik
- Bühnenkampf
- Sprecherziehung, Stimmbildung, Atemtechnik
- Szenischer Gesang, Stimmbildung
- Sozialkunde

Es handelte sich bei der Schule um eine staatlich anerkannte Ergänzungsschule. Das Abschlusszeugnis der 3-jährigen Berufsausbildung enthielt den Zusatz „staatlich anerkannter Schauspieler“.

## Schüler (Auswahl)
- Marco Ammer
- Jan Andres
- Christian Bayer
- Anna Amalie Blomeyer
- Lisa Brühlmann
- Friederike Butzengeiger
- Shanti Chakraborty
- Samia Dauenhauer
- Senta-Sofia Delliponti
- Matthias Dietrich
- Annika Ernst
- Can Fischer
- Tanja Fornaro
- Lea Freund
- Arno Friedrich
- Maximilian Gehrlinger
- Felix Isenbügel
- Jasper Joseph
- Nina Juraga
- Katharina Kaali
- Raffaello Kramm
- Marten Krebs
- Freya Kreutzkam
- Alexandra Maria Lara
- Peter Lontzek
- Tino Mewes
- Julia Mitrici
- Karsten Morschett
- Natascha Paulick
- Marie Philipp
- Nina Reithmeier
- Sıla Şahin
- Graziella De Santis
- Sarah Schindler
- Chrissy Schulz
- Marc Schützenhofer
- Murat Seven
- Alexander Sholti
- Julia Stoepel
- Adrian Topol
- Nermin Uçar
- Maria Wedig
- Jens Winter